# Liste de sigles de six caractères
Cette liste est sans doute incomplète et peut-être mal ordonnée. Votre aide est la bienvenue !
| Sigles de 2 caractères   |
| Sigles de 3 caractères   |
| Sigles de 4 caractères   |
| Sigles de 5 caractères   |
| ► Sigles de 6 caractères |
| Sigles de 7 caractères   |
| Sigles de 8 caractères   |

Cet article contient une liste de sigles et d'acronymes de six caractères (lettres ou chiffres). Celle-ci est non exhaustive.
- Haut – A
- B
- C
- D
- E
- F
- G
- H
- I
- J
- K
- L
- M
- N
- O
- P
- Q
- R
- S
- T
- U
- V
- W
- X
- Y
- Z

## A
- AAAACG : Association des Anciens Appelés en Algérie Contre la Guerre[1] (4ACG)
- AAAAEP : Association d'arts appliqués à l'enseignement de la photographie (4AEP)
- Aaargh : Association des anciens amateurs de récits de guerre et d'holocauste
- AAEISM : Association des anciens élèves de l'Iup Santé de Montpellier (France)
- ACFCdN : Association des chemins de fer des Côtes-du-Nord
- ACNUSA : Autorité de contrôle des nuisances sonores aéroportuaires
- ACSF-RU : Association des clubs de scrabble francophone du Royaume-Uni
- ADAPEI : Association départementale d'aide pour l'enfance inadaptée
- ADIMAC : Association pour le développement industriel et économique du Massif central (France)
- ADIMAD : Amicale pour la défense des intérêts moraux et matériels des anciens détenus et exilés politiques de l'Algérie française (France)
- AFORTS : Association Française des Organismes de formation et de Recherche en Travail Social
- AGDREF : Application de gestion des dossiers des ressortissants étrangers en France
- AIESME : Association des ingénieurs de l'ESME
- ALCAPA : (en)Abnormal Left Cororary Artery from Pulmonary Artery
- AMARIG : Association d'Assurances mutuelles maritimes contre les Risques de Guerre
- AMISOM : African Union Mission in Somalia (« Mission de l'Union africaine en Somalie »)
- AMRAAM : (en)Advanced Medium-Range Air-to-Air Missile (« Missile air-air de moyenne portée avancé »)
- ANAGED : Agence nationale de gestion des déchets, en Côte d’Ivoire
- ANCOLS : Agence nationale de contrôle du logement social
- ANESEC : Association Nationale des Étudiants en Sciences Économiques et Commerciales
- ANSMUH : Association Nationale pour le Service Médical d'Urgence par Hélicoptère. C'est une association loi de 1901[2].
- AOCDTF Association Ouvrière des Compagnons du Devoir du Tour de France
- AOVDQS : Appellation d'Origine Vin Délimité de Qualité Supérieure
- APACHE : Armement Propulsé À Charges Éjectables
- APPAVE : Association parisienne des propriétaires d'appareils à vapeur et électriques, appelée maintenant APAVE (France)
- APROCA : Association des producteurs de coton africains
- AQADER : Association québécoise pour le droit à l'exemption de l'enseignement religieux
- ARBRES: Arbres remarquables : bilan, recherche, études et sauvegarde
- ARDHJB : Association royale des demeures historiques et jardins de Belgique
- ASHRAE : (en)American Society of Heating, Refrigerating and Air-Conditioning Engineers
- ASRAAM : (en)Advanced Short-Range Air-to-Air Missile (« Missile air-air de courte portée avancé »)
- ATAWAD : (en)Anytime, anywhere, any device (« Connexion sans contrainte de temps, de localisation ni de terminal »)
- ATIGIP : Agence du Travail d'Intérêt Général et de l'Insertion Professionnelle des personnes placées sous main de justice, en France
- AVV-VVK : (nl-BE)Alles Voor Vlaanderen, Vlaanderen voor Kristus (« Tout pour la Flandre, la Flandre pour le Christ »)

- Haut – A
- B
- C
- D
- E
- F
- G
- H
- I
- J
- K
- L
- M
- N
- O
- P
- Q
- R
- S
- T
- U
- V
- W
- X
- Y
- Z

## B
- BAPAAT : Brevet d'aptitude professionnelle d'assistant animateur technicien
- BATMAN : (en)Better Approach to Mobile Adhoc Networking
- BESTOR : (en)Belgian Science and Technology Online Ressources, site Internet[3] au format Mediawiki traitant des sciences et technologies belges
- BIMARU : quatre des États indiens les plus pauvres : Bihar (BI), Madhya Pradesh (MA), Rajasthan (R), Uttar Pradesh (U)
- BPJEPS : Brevet professionnel de la jeunesse, de l’éducation populaire et du sport

- Haut – A
- B
- C
- D
- E
- F
- G
- H
- I
- J
- K
- L
- M
- N
- O
- P
- Q
- R
- S
- T
- U
- V
- W
- X
- Y
- Z

## C
- CACEIS : Crédit agricole et Caisse d'épargne Investor Services
- CAISRP : Coordination algérienne des initiatives pour la solidarité avec la résistance palestinienne (Algérie)
- CanLII: Institut canadien d'information juridique (Canadian Legal Information Institute)
- CANSSM : Caisse autonome nationale de la sécurité sociale dans les mines (France)
- CAPEJS : Certificat d'aptitude au professorat de l'enseignement adapté aux jeunes sourds, en France
- CARSAT : Caisse d'Assurance Retraite et de la Santé au Travail (anciennement CRAM)
- CCNUCC :  Convention-cadre des Nations unies sur les changements climatiques
- CCRGLA : Communauté de communes de la Rive Gauche du Lac d'Annecy (France)
- CEDEAO : Communauté économique des États de l'Afrique de l'Ouest
- CEDRAC : Centre de documentation et de recherches arabes chrétiennes (Beyrouth)
- CELINE : Cellule Interrégionale de l'Environnement
- CENZUB : Centre d'entraînement aux actions en zone urbaine
- CEPALC : Commission économique pour l'Amérique latine et les Caraïbes
- CERMAV : Centre de recherches sur les macromolécules végétales (Grenoble)
- CERTAM : Centre d’évaluation et de recherche sur les technologies pour les aveugles et les malvoyants[4], créé en 2008 par l’Association Valentin Haüy
- CETIAT : Centre technique des industries aérauliques et thermiques
- CFAPSE : Certificat de formation aux activités de premier secours en équipe
- CFE-CGC : Confédération française de l'encadrement - Confédération Générale des Cadres (France)
- CHEOPS  :
  - (en)CHaracterising ExOPlanets Satellite (« Satellite de caractérisation des exoplanètes »)
  - Circulation hiérarchisée des enregistrements opérationnels de la police sécurisés
- CHERUB : (en)Charles Handerson Espionnage Research Unite B
- CIGREF : Club informatique des grandes entreprises françaises
- CIMOSA : (en)Computer Integrated Manufacturing Open Systems Architecture
- CIUSSS: Centre intégré de santé et de services sociaux (Québec)
- Cli-fi : (en)Climate fiction
- CLUSIF : Club de la sécurité de l'information français
- CMA CGM :  Compagnie maritime d'affrètement - Compagnie générale maritime.
- CNEFEI : Centre national d'études et de formation pour l'enfance inadaptée (France)
- CNESSS : Centre national d’études supérieures de sécurité sociale, ancien nom de l'École nationale supérieure de sécurité sociale
- CNESST: Commission des normes, de l'équité, de la santé et de la sécurité du travail (Québec)
- CNPERT : Centre National de Prévention, d'Études et de Recherches sur les Toxicomanies (France)
- CNSMDL : Conservatoire national supérieur de musique et de danse de Lyon
- CNSMDP : Conservatoire national supérieur de musique et de danse de Paris
- CNSPFV : Centre national des soins palliatifs et de la fin de vie, en France
- CNUCED : Conférence des Nations unies sur le commerce et le développement
- CODEVI : Compte pour le développement industriel (France)
- COFRAC : 
  - Comité français d'accréditation
  - Communauté francophone des radios chrétiennes
- COGEMA : Compagnie générale des matières nucléaires (aujourd'hui Areva)
- COMETA : COMité d'ÉTudes Approfondies
- CORDIC : (en)Coordinate Rotation Digital Computer
- COSSIM : Centre opérationnel des services de secours et d'incendie de Marseille
- COURLY : Communauté urbaine de Lyon (France)
- CRASIC : Centre régional d'assistance des systèmes d'information et de communication
- CREDES : Centre de recherche, d'études et de documentation en économie de la santé, ancienne dénomination de l'Institut de recherche et de documentation en économie de la santé (IRDES)
- CREDOC :
  - Crédit documentaire
  - Centre de recherche pour l'étude et l'observation des conditions de vie
- CRÉSUS : Chambre régionale du surendettement social (France)
- CRIAVS : Centre de Ressources pour les Intervenants auprès des Auteurs de Violences Sexuelles
- CRISIP : Centre de Recherche de l'Institut Supérieur Industriel de Pierrard (Belgique)
- CRISPR : (en)Clustered Regularly Interspaced Short Palindromic Repeats (« Courtes répétitions palindromiques groupées et régulièrement espacées »)
- CRPCEN : Caisse de retraite et de prévoyance des clercs et employés de notaires
- CSICOP : (en)Committee for the Scientific Investigation of Claims of the Paranormal

- Haut – A
- B
- C
- D
- E
- F
- G
- H
- I
- J
- K
- L
- M
- N
- O
- P
- Q
- R
- S
- T
- U
- V
- W
- X
- Y
- Z

## D
- DADS-U : Déclaration Automatisée des Données Sociales Unifiée
- DADVSI : Droit d'Auteur et Droits Voisins dans la Société de l'Information
- DDADUE : Loi portant diverses dispositions d'adaptation au droit de l'Union européenne, en France
- DDTEFP : Direction départementale du travail, de l'emploi et de la formation professionnelle
- DECLIC : Dispositif d'étude de la croissance et des liquides critiques
- DEJEPS : Diplôme d'État de la jeunesse, de l'éducation populaire et du sport
- DGCCRF : Direction Générale de la Consommation, de la Concurrence et de la Répression des Fraudes
- DRAJES : Direction de Région académique à la Jeunesse, à l'Engagement et aux Sports (en France, administration régionale de la jeunesse et des sports ; voir Délégation régionale académique à la Jeunesse, à l'Engagement et aux Sports)
- DRASSM : Département des recherches archéologiques subaquatiques et sous-marines

- Haut – A
- B
- C
- D
- E
- F
- G
- H
- I
- J
- K
- L
- M
- N
- O
- P
- Q
- R
- S
- T
- U
- V
- W
- X
- Y
- Z

## E
- EBCDIC : (en)Extended Binary Coded Decimal Interchange Code
- ECEREI : (en)European Cancer and Environment Research Institute (« Institut européen de recherche sur le cancer et l'environnement »)
- ECLyon : École centrale de Lyon
- ECOSOC : Conseil économique et social de l'Organisation des Nations unies
- EEPROM : (en)Electrically Erasable Programmable Read Only Memory
- EFTPOS : (en)Electronic Funds Transfer at Point Of Sale
- EESPIG : Établissement d'enseignement supérieur privé d'intérêt général[5]
- ENBAMM : Entreprise Non Bancaire Admise au Marché Monétaire
- ENGEES : École nationale du génie de l'eau et de l'environnement de Strasbourg
- ENJMIN : École Nationale du Jeu et des Medias Interactifs Numériques
- ENSAIA : École nationale supérieure d'agronomie et des industries alimentaires (Nancy)
- ENSAIT : École nationale supérieure des arts et industries textiles (Roubaix)
- ENSAPL : École Nationale Supérieure d'Architecture et de Paysage de Lille (Villeneuve d'Ascq)
- ENSAPM : École Nationale Supérieure d'Architecture de Paris Malaquais (Paris)
- ENSCBP : École nationale supérieure de Chimie, de Biologie et de Physique (Bordeaux)
- ENSCMu : École Nationale supérieure de chimie de Mulhouse
- ENSCCF : École Nationale supérieure de chimie de Clermont-Ferrand
- ENSEEG : École Nationale Supérieure d'Électrochimie et d'Électrométallurgie de Grenoble
- ENSERG : École Nationale Supérieure d'Électronique et de Radioélectricité de Grenoble
- ENSIAS : École nationale supérieure d'informatique et d'analyse des systèmes
- ENSIBS : École nationale supérieure d'ingénieurs de Bretagne Sud
- ENSICA : École nationale supérieure d'ingénieurs de constructions aéronautiques
- ENSIIE : École nationale supérieure d'informatique pour l'industrie et l'entreprise
- ENSMIC : École Nationale Supérieure de Meunerie et des Industries Céréalières
- ENSMSE : École Nationale Supérieure des Mines de Saint Étienne
- ENSOSP : École Nationale Supérieure des Officiers de Sapeurs-Pompiers
- ENSSAT : École nationale supérieure des sciences appliquées et de technologie
- ENSSER : (en)European Network of Scientists for Social and Environmental Responsibility
- ENSSIB : École nationale supérieure des sciences de l'information et des bibliothèques
- ENSTIB : École nationale supérieure des technologies et industries du bois (Epinal)
- EPAMSA : Établissement public d'aménagement du Mantois Seine-Aval
- ESISAR : École nationale supérieure en systèmes avancés et réseaux
- ESLELI : Sigle mnémotechnique permettant de se rappeler l'ordre des États Baltes. Par conséquent, du nord au sud : EStonie, LEttonie, LItuanie.
- ESSTIN : École Supérieure des Sciences et Technologies de l'Ingénieur de Nancy
- ETEBAC : Échanges télématiques banque client (protocole d’échanges de fichier entre clients et banques)
- ELAURA : École de Stylisme à Paris

- Haut – A
- B
- C
- D
- E
- F
- G
- H
- I
- J
- K
- L
- M
- N
- O
- P
- Q
- R
- S
- T
- U
- V
- W
- X
- Y
- Z

## F
- FAFIEC : Fonds d'Assurance Formation Ingénierie Études Conseils
- FEBRAS : Fédération Belge de Recherches et d'Activités Sous-Marines
- FFESSM : Fédération Française d'Études et de Sports Sous-Marins
- FICOBA : Fichier des Comptes Bancaires (fichier central géré par la DGI)
- FIPHFP : Fonds pour l'insertion des personnes handicapées dans la fonction publique
- FLAREP : Fédération pour les langues régionales dans l'enseignement public
- FNOTSI : Fédération nationale des offices de tourisme et syndicats d'initiative
- FRAPNA : Fédération Rhône-Alpes de Protection de la Nature
- FRAPRU : FRont d'Action Populaire en Réaménagement Urbain (Québec)
- Fugazi  : (en)Fucked Up, Got Ambushed, Zipped In (« Foutus dans la merde, tombés en embuscade, dans le sac »), expression américaine utilisée pendant la guerre du Viêt Nam

- Haut – A
- B
- C
- D
- E
- F
- G
- H
- I
- J
- K
- L
- M
- N
- O
- P
- Q
- R
- S
- T
- U
- V
- W
- X
- Y
- Z

## G
- GEIPAN : Groupe d'Études et d'Informations sur les Phénomènes aérospatiaux Non Identifiés
- GEMAPI : GEstion des Milieux Aquatiques et Prévention des Inondations (compétence juridique définie par la législation française)
- GENEPI : Groupement étudiant national d'enseignement aux personnes incarcérées
- GESAMP : Groupe mixte d'experts chargé d'étudier les aspects scientifiques de la pollution des mers
- GLaDOS : (en)Genetic Lifeform and Disk Operating System (« Forme de Vie Génétique et Système d’Exploitation de Disque »)

- Haut – A
- B
- C
- D
- E
- F
- G
- H
- I
- J
- K
- L
- M
- N
- O
- P
- Q
- R
- S
- T
- U
- V
- W
- X
- Y
- Z

## H
- HADOPI : Haute Autorité pour la diffusion des œuvres et la protection des droits sur internet
- HARSAH : Hommes ayant des relations sexuelles avec d'autres hommes
- Hcéres : Haut Conseil de l'évaluation de la recherche et de l'enseignement supérieur
- HEMPAS : (en)Hereditary erythroblastic multinuclearity associated with positive acidified serum
- HUDERF : Hôpital universitaire des enfants reine Fabiola

- Haut – A
- B
- C
- D
- E
- F
- G
- H
- I
- J
- K
- L
- M
- N
- O
- P
- Q
- R
- S
- T
- U
- V
- W
- X
- Y
- Z

## I
- IAVCEI : (en)International Association of Volcanology and Chemistry of the Earth's Interior (« Association internationale de volcanologie et de chimie de l'intérieur de la Terre »)
- ICHEIC : (en)International Commission on Holocaust Era Insurance Claims (« Commission internationale d'examen des demandes d'indemnisation des victimes de la Shoah »)
- IDDEES : Intervention Développement Domicile École Entreprise Supervision, programme pour personnes avec autisme et troubles du développement
- IGAENR : Inspection générale de l'administration de l'Éducation nationale et de la recherche
- IMTSSA : Institut de médecine tropicale du service de santé des armées, Marseille
- INALCO : Institut national des langues et civilisations orientales, Paris
- INERIS : Institut national de l'Environnement industriel et des RISques
- INRETS : Institut national de recherche sur les transports et leur Sécurité
- INSCIR : Institut national supérieur de chimie industrielle de Rouen
- INSERM : Institut national de la santé et de la recherche médicale
- INSERR : Institut national de sécurité routière et de recherches
- IRSTEA : Institut national de recherche en sciences et technologies pour l'environnement et l'agriculture (ex CEMAGREF, Centre national du machinisme agricole du génie rural, des eaux et des forêts)
- ISBLSM : Institutions sans but lucratif au service des ménages, en économie
- ITCBTP : Institut des techniques de la construction du bâtiment et des travaux publics

- Haut – A
- B
- C
- D
- E
- F
- G
- H
- I
- J
- K
- L
- M
- N
- O
- P
- Q
- R
- S
- T
- U
- V
- W
- X
- Y
- Z

## J
- JASRAC : (en)Japanese Society for Rights of Authors

- Haut – A
- B
- C
- D
- E
- F
- G
- H
- I
- J
- K
- L
- M
- N
- O
- P
- Q
- R
- S
- T
- U
- V
- W
- X
- Y
- Z

## K
- Haut – A
- B
- C
- D
- E
- F
- G
- H
- I
- J
- K
- L
- M
- N
- O
- P
- Q
- R
- S
- T
- U
- V
- W
- X
- Y
- Z

## L
- LaMSID : Laboratoire de mécanique des structures industrielles durables
- LATMOS : Laboratoire atmosphères, milieux, observations spatiales
- Lifras : Ligue francophone de recherche et d'activités subaquatiques (Belgique)
- LOLICA : Logiciels libres en région Champagne-Ardenne

- Haut – A
- B
- C
- D
- E
- F
- G
- H
- I
- J
- K
- L
- M
- N
- O
- P
- Q
- R
- S
- T
- U
- V
- W
- X
- Y
- Z

## M
- MARPOL : Convention internationale pour la prévention de la pollution par les navires
- MaNGOS : (en)Massive Network Game Object Server
- MCRDSD : (en)Marine Corps Recruit Depot de San Diego
- MCRDPI : (en)Marine Corps Recruit Depot Parris Island
- MENESR : Ministère de l’Éducation nationale, de l'Enseignement supérieur et de la Recherche
- MESRST : Ministère l'Enseignement supérieur, de la Recherche, de la Science et de la Technologie du Québec
- MICMAP : (en)Marine Corps Martial Arts Program
- MIDADE : Mouvement international d'apostolat des enfants
- MINEFI : MINistère de l'Économie et des FInances
- MINUAD : Mission des Nations unies et de l'Union africaine au Darfour
- MIRVOG : Mission retour à la vie civile des officiers généraux (France)
- MITACS : (en)Mathematics of Information Technology and Complex systems
- MMORPG : (en)Massively Multiplayer Online Role-Playing Game
- MODIME : MOins DIffusées Moins Enseignées, se dit de langues étudiées par peu d'élèves. L'espagnol est une langue modime en Russie, et le russe une langue modime en France
- MPCORB :  (en)MPC Orbit Database (« Base de données orbitales du Minor Planet Center »)
- MURCEF : Mesures Urgentes de Réformes à Caractère Economique et Financier (loi sur les conventions de compte bancaire)
- MTFBWY : (en)May The Force Be With You

- Haut – A
- B
- C
- D
- E
- F
- G
- H
- I
- J
- K
- L
- M
- N
- O
- P
- Q
- R
- S
- T
- U
- V
- W
- X
- Y
- Z

## N
- NAFDAC (en) : (en)National Agency for Food and Drug Administration and Control (« Agence nationale pour l'alimentation, l'administration et le contrôle des produits pharmaceutiques du Nigeria »)
- NAHEMA : (en)NATO Helicopter Management Agency
- NASCAR : (en)National Association for Stock Car Auto Racing
- NASDAQ :  (en)National Association for Security Dealers and Automatic Quotation
- NINJAL : (en)National Institute for Japanese Language and Linguistics (Institut National de la Langue Japonaise et de la Linguistique)

- Haut – A
- B
- C
- D
- E
- F
- G
- H
- I
- J
- K
- L
- M
- N
- O
- P
- Q
- R
- S
- T
- U
- V
- W
- X
- Y
- Z

## O
- OCCTAM : Officier en Chef du Corps Technique et Administratif de la Marine
- ONISEP : Office national d'information sur les enseignements et les professions
- OPCTAM : Officier Principal du Corps Technique et Administratif de la Marine
- OPPBTP : Organisme professionnel de prévention du bâtiment et des travaux publics
- OSIRIS : Observatoire sur les Systèmes d’Information, les Réseaux et les Inforoutes au Sénégal

- Haut – A
- B
- C
- D
- E
- F
- G
- H
- I
- J
- K
- L
- M
- N
- O
- P
- Q
- R
- S
- T
- U
- V
- W
- X
- Y
- Z

## P
- PARECO : Patriotes résistants congolais (Congo démocratique), principal groupe militaire Maï-Maï.
- PCMCIA : (en)Personal Computer Memory Card International Association
- PHAROS : Plateforme d'Harmonisation d'Analyse de Recoupement et d'Orientation des Signalements, plateforme permettant de signaler des contenus illicites d'Internet.
- POLMAR : POLlution MARritime, plan d’intervention français qui est déclenché en cas de pollution marine accidentelle.
- PROLOG : PROgrammation LOGique

- Haut – A
- B
- C
- D
- E
- F
- G
- H
- I
- J
- K
- L
- M
- N
- O
- P
- Q
- R
- S
- T
- U
- V
- W
- X
- Y
- Z

## Q
- QANTAS :  (en)Queensland and Northern Territory Aerial Services, compagnie aérienne australienne

- Haut – A
- B
- C
- D
- E
- F
- G
- H
- I
- J
- K
- L
- M
- N
- O
- P
- Q
- R
- S
- T
- U
- V
- W
- X
- Y
- Z

## R
- RADDHO : Rencontre africaine pour la défense des droits de l'homme
- RAFRAB : Abréviation de "Rien À Foutre Rien à Branler", souvent utilisé en messagerie instantanée
- RAMDAC : (en)Random Access Memory Digital to Analog Converter
- RAMSES : Réseau Africain pour la Mutualisation et le Soutien des pôles d'Excellence Scientifiques
- RAPACE : Robinet, Ajustement du harnais, Pression, Armement des systèmes sonores de détresse, Communication, Étanchéité. Il s'agit, pour les sapeurs-pompiers qui s'équipent de l'ARI, d'une liste de choses à faire avant de partir combattre le feu ou secourir des victimes en atmosphère non-respirable
- RDSZSZ : Syndicat des employés de l'aéroport et des prestataires de services (Budapest, Hongrie)
- RECONS : (en)Research Consortium on Nearby Stars
- REECSH : Regroupement des Étudiantes et Étudiants du Centre d'Éducation Générale et Professionnelle de Saint-Hyacinthe
- REESAO : Réseau pour l'Excellence de l'Enseignement Supérieur en Afrique de l'Ouest
- REGINA : REseau GNSS pour l'IGS et la NAvigation
- REMDOC : REMise DOCumentaire
- RIFACE : Rencontre Internationale en France des Amateurs de la Composition Échiquéenne
- RISCPT : Registre international des substances chimiques potentiellement toxiques
- RREGOP : Régime de Retraite des Employés du Gouvernement et des Organismes Publics

- Haut – A
- B
- C
- D
- E
- F
- G
- H
- I
- J
- K
- L
- M
- N
- O
- P
- Q
- R
- S
- T
- U
- V
- W
- X
- Y
- Z

## S
- SABENA : Société Anonyme Belge d'Exploitation de la Navigation Aérienne (Belgique)
- SAFIRE : Service des avions français instrumentés pour la recherche en environnement (France)
- SAMETH : Service d'aide au maintien dans l'emploi des travailleurs handicapés (France)
- SAMSAH : Service d'accompagnement médico-social pour adulte handicapé
- SAPESO : Société Anonyme de Presse et d'édition du Sud Ouest (groupe Sud Ouest)[6]
- SATESE : Service d'assistance technique aux exploitants de station d'épuration
- SBPMeF : Société belge des professeurs de mathématiques d'expression française (Belgique)
- Sci-Fi : Science-fiction (acronyme usuel en anglais)
- SERNAM : Service national de messageries (France)
- SESAME  :
  - Suivi Éducatif des SAnctions et des MÉrites (France)
  - (en)Synchrotron-light for Experimental Science and Applications in the Middle East
- SIALLE : Service d'Information et d'Analyse des Logiciels Libres Éducatifs
- SNECMA :  Société Nationale d'Étude et de Construction de Moteurs d'Avions (France)
- SNESUP : Syndicat national de l’enseignement supérieur (France)
- SNETAA : Syndicat national de l'enseignement technique, Action, Autonome (France)
- SNUipp : Syndicat national unitaire des instituteurs, professeurs des écoles et PEGC (France)
- Sodexo : SOciété D'EXploitation hÔtelière
- SOGEST : Société de gestion des services publics et privés de l'est, filiale de la Lyonnaise des eaux (France)
- Sogeti : Société pour la gestion de l'entreprise et traitement de l'information (France)
- STRMTG : Service technique des remontées mécaniques et des transports guidés  (France)
- SYTRAL : Syndicat mixte des transports pour le Rhône et l'agglomération lyonnaise (France)

- Haut – A
- B
- C
- D
- E
- F
- G
- H
- I
- J
- K
- L
- M
- N
- O
- P
- Q
- R
- S
- T
- U
- V
- W
- X
- Y
- Z

## T
- TARGET : (en)Trans European Automated Real Time Gross Settlement Express Transfer, Système de transferts express automatisés transeuropéens à règlement brut en temps réel
- TCAPSA : Technicien-Coordinateur de l’aide psycho-sociale aux aidants
- Tirpaa : Traité international sur les ressources phytogénétiques pour l'alimentation et l'agriculture
- TSEEAC : Technicien Supérieur des Études et d'Encadrement de l'Aviation Civile

- Haut – A
- B
- C
- D
- E
- F
- G
- H
- I
- J
- K
- L
- M
- N
- O
- P
- Q
- R
- S
- T
- U
- V
- W
- X
- Y
- Z

## U
- UCANSS : Union des caisses nationales de sécurité sociale
- UNAKAM : Union nationale des masseurs kinésithérapeutes aveugles et malvoyants
- UNCCAS : Union nationale des centres communaux d'action sociale
- UNEDIC : Union nationale interprofessionnelle pour l’emploi dans l’industrie et le commerce
- UNESCO : (en)United Nations Educational, Scientific and Cultural Organization
- UNICAN : Université canadienne du Niger
- UNICEF : (en)United Nations of International Children's Emergency Fund (« Fonds des Nations unies pour l'enfance »)
- UNIFIL : (en)United Nations Interim Force In Lebanon
- UPATOU : Unité de proximité d'accueil et de traitement des urgences
- URSSAF : Union pour le recouvrement des cotisations de la sécurité sociale et des allocations familiales
- UTCATF : Utilisation des terres, changement d'affectation des terres et foresterie

- Haut – A
- B
- C
- D
- E
- F
- G
- H
- I
- J
- K
- L
- M
- N
- O
- P
- Q
- R
- S
- T
- U
- V
- W
- X
- Y
- Z

## V
- VMQPRD : Vin(s) mousseux de qualité produit(s) dans une(des) région(s) délimitée(s).
- VOSTFR : Version Originale Sous Titrée Français (vidéo).

- Haut – A
- B
- C
- D
- E
- F
- G
- H
- I
- J
- K
- L
- M
- N
- O
- P
- Q
- R
- S
- T
- U
- V
- W
- X
- Y
- Z

## W
- WASSCE : (en)West African Senior School Certificate Examination

- Haut – A
- B
- C
- D
- E
- F
- G
- H
- I
- J
- K
- L
- M
- N
- O
- P
- Q
- R
- S
- T
- U
- V
- W
- X
- Y
- Z

## X
- Haut – A
- B
- C
- D
- E
- F
- G
- H
- I
- J
- K
- L
- M
- N
- O
- P
- Q
- R
- S
- T
- U
- V
- W
- X
- Y
- Z

## Y
- Haut – A
- B
- C
- D
- E
- F
- G
- H
- I
- J
- K
- L
- M
- N
- O
- P
- Q
- R
- S
- T
- U
- V
- W
- X
- Y
- Z

## Z
- ZNIEFF : Zone naturelle d'intérêt écologique, faunistique et floristique
- ZPPAUP : Zone de protection du patrimoine architectural, urbain et paysager

- Haut – A
- B
- C
- D
- E
- F
- G
- H
- I
- J
- K
- L
- M
- N
- O
- P
- Q
- R
- S
- T
- U
- V
- W
- X
- Y
- Z